# Brian Goodell
Brian Goodell (Stockton, 2 de abril de 1959) é um ex-nadador norte-americano, ganhador de duas medalhas de ouro nos Jogos Olímpicos de 1976.
Foi recordista mundial dos 400 metros livres entre 1976 e 1979, e dos 1500 metros livres entre 1976 e 1980.
Foi eleito o "Nadador do Ano" pela revista Swimming World Magazine em 1977 e 1979, e incluído no International Swimming Hall of Fame em 1986.